# Primera fila: Hecho realidad
Primera fila: Hecho realidad es el primer álbum en vivo del dúo estadounidense Ha*Ash formado por las hermanas Ashley Grace y Hanna Nicole. Salió a la venta el 11 de noviembre de 2014, a través de la compañía discográfica Sony Music U.S Latin. El disco fue preparado en Miami, Florida y grabado en los Estudios Churubusco en Ciudad de México y en Lake Charles, Luisiana lugar de origen del dueto. Durante el 2014 obtuvo primer lugar de lo más demandado en México por semanas; adicionalmente, obtuvo varios certificados, destacando un disco de diamante más doble platino en México, además de certificaciones en Chile, Argentina, Perú, Colombia y Centroamérica. A la fecha se estima que ha vendido más de 650.000 ejemplares.
El 22 de septiembre de 2014, Ha*Ash lanzó el primer sencillo de su nuevo disco «Perdón, perdón», pista que alcanzó la primera posición en las listas mexicanas, el segundo tema publicado fue «Lo aprendí de ti» cuya canción repitió la recepción del sencillo anterior. Posteriormente se lanzaron «Ex de verdad», «No te quiero nada», «Dos copas de más» y «Sé que te vas» como los siguientes sencillos. Para la promoción del material el dúo se embarcó a principios de febrero de 2015 en la gira Primera Fila Tour, la cual contó con alrededor de 200 conciertos por Norteamérica, Centroamérica, América del Sur y Europa.
Tras cumplir un año en el mercado, el 13 de noviembre de 2015 salió a la venta la edición especial del disco. Incluye tres temas nuevos; «Quédate lejos» una colaboración con Maluma, «No soy yo» y «Pedazos», un documental de lo que ha sido su gira y nuevas versiones de los tema «Si pruebas una vez» y «Te quedaste». El 15 de marzo de 2016, fue estrenada la versión Latinoamérica y Europea del álbum, que incluye la versión solista del sencillo «Sé que te vas» junto a nuevas versiones de «Me entrego a ti» y «Te dejo en libertad» en colaboración con Maldita Nerea.

## Antecedentes y concepto
Tras renovar su contrato con Sony Music Latin, iniciaron las preparaciones de su primer trabajo en vivo titulado Primera fila: Hecho realidad. Ha*Ash definió su material discográfico como su mejor carta de presentación para aquellos países en los que recién comenzaba a sonar su música, puesto que incluye temas inéditos y los mejores temas de sus discos anteriores.
El disco forma parte de Primera fila, un concepto organizados por Sony Music Latin, que consiste en una serie de conciertos de diversos artistas en vivo. Todo el concepto del disco es una narrativa, llevado de la mano de las mismas artistas quienes van contando y recordando todo lo que les ha venido pasando desde que eran pequeñas hasta que pisaron su primer escenario y recuerdan los motivos que les hicieron escribir sus canciones.

## Lanzamiento
Salió a la venta el 11 de noviembre de 2014 siendo distribuido por Sony Music México. Contiene catorce canciones, las cuales presentan una recopilación de seis de sus más grandes éxitos; «Soy mujer», «Estés donde estés», «Te dejo en libertad», «Odio amarte», «¿Qué hago yo?» y «No te quiero nada», así como ocho temas inéditos del grupo. Incluye colaboraciones con Joy Huerta y Julio Ramírez en el tema «Qué más da», con el argentino Axel en la pista «No te quiero nada» y con el trío mexicano Matisse en la canción «Sé que te vas».
El 13 de noviembre de 2015 salió a la venta la edición especial de su disco. Incluye nueve temas adicionales, de los cuales tres son inéditos; «Quédate lejos» junto a Maluma, «No soy yo» y «Pedazos», un cover del tema «At last», nuevas versiones de las canciones «¿Qué haré con este amor?», «Si pruebas una vez», «Te quedaste», «Ex de verdad» y «Perdón, perdón» estas dos últimas acompañadas de la Big Band Jazz de México. Por otra parte, posee un DVD que contiene un documental y el concierto grabado en vivo de las primeras canciones catorce canciones estrenadas, además de incluir los vídeos de los temas «Si pruebas una vez», «Quédate lejos» y «Me entrego a ti».
El 15 de marzo de 2016, fue estrenada la versión Latinoamérica y Europea del álbum, que incluye el DVD mencionado anteriormente, la versión solista del sencillo «Sé que te vas» junto a nuevas versiones de «Me entrego a ti» y «Te dejo en libertad» en colaboración con Maldita Nerea. Este último tema fue publicado como sencillo promocional para España el día 8 de enero de 2016.

## Grabación
Fue preparado en Miami, Florida y grabado en dos lugares; los Estudios Churubusco el 7 de julio de 2014 en Ciudad de México y en Luisiana en las ciudades DeQuincy y Lake Charles. La mezcla se llevó cabo por Charles Dye en Cutting Cane Studios en Florida, mientras que la posproducción se realizó en The Shoe Box. El dúo se convirtió en el artista más jóvenes en graban bajo el concepto de Primera fila.
El dúo quería que en su primer álbum en vivo formarán parte el país que les abrió las puertas como México, y la ciudad donde ellas nacieron Lake Charles, Luisiana. Es por ello que la mayoría de las canciones fueron grabadas Ciudad de México, y otra parte del DVD en Estados Unidos donde ellas querían mostrar a sus seguidores sus raíces, familiares e infancia en su país natal.

"Fue bonito compartir con nuestros amigos y familia de Estados Unidos todo lo que hemos conseguido en México; y, con el público latino, el lugar del que procedemos y el por qué del rock y del country. La nuestra es una historia que empieza en una localidad muy pequeña y se desarrolla en la mayor ciudad del mundo, en la que logramos nuestro sueño"
Hanna Nicole

«Qué más da» junto a Joy Huerta y Julio Ramírez fue grabada en el muelle de la casa donde solían vivir en Lake Charles, donde se puede oír los grillos y el sonido de la naturaleza en la propia canción. «Me entrego a ti» grabado de forma acústica sobre un bote en una laguna de la ciudad, con las hermanas tocando una la guitarra y la otra la armónica, «No te quiero nada» junto a Axel en un centro comercial, mientras que «His eyes on the sparrow» y «Si pruebas una vez» en la iglesia First Baptist Church of DeQuincy en DeQuincy, Luisiana donde también participó su hermana menor cantando en el coro de ambas canciones. En el documental del disco también formó parte su abuela paterna, con quien grabaron su parte en Pine Grove Baptist Church, la iglesia donde el dúo comenzó a cantar.

"Somos además las primeras en hacer un Primera fila distinto, porque volvimos a casa, nos fuimos a Luisiana y grabamos una parte allá y otra parte aquí; la parte en Luisiana fue muy nostálgico, muy bonito, porque regresamos a los sitios donde íbamos antes de ser Ha*Ash; un ejemplo de eso es que visitamos nuestra iglesia, cantamos con mi abuelita, esa iglesia fue nuestro primer escenario, así es que fue algo mágico, fue especial"
Hanna Nicole

## Rendimiento comercial
Fue comercializado el 11 de noviembre de 2014, alcanzó la posición dieciséis en la lista Latin Pop Album de Billboard. Ese mismo año obtuvo el primer lugar durante semanas de lo más demandando en México y la ubicación veintiséis de lo más vendido durante ese año, manteniéndose las seis semanas en el top desde su publicación. En el año 2015, el disco alcanzó la octava posición de los más vendido en México, mientras que en el año 2016, se ubicó en la posición veintidós. Se mantuvo en el Top 20 de la lista de AMPROFON durante 107 semanas hasta 2016. Primera fila: Hecho realidad recibió la certificación de oro una semana después de su lanzamiento en México por la venta de 30.000 copias. El mismo mes fue certificado como Platino. En mayo de 2016, el álbum recibió la certificación de doble platino más oro por la venta de 150.000 copias vendidas en México, posteriormente se certificó con disco triple y cuádruple de platino más oro.
Durante el 2017, el álbum recibió la certificación de oro en Chile y Argentina, además del disco de platino en Colombia y Centroamérica. En diciembre de ese año, se certificó con disco cuádruple de platino más oro. El 23 de junio de 2018 durante la gira 100 años contigo, se anunció que Primera fila: Hecho realidad se certificó con doble disco de platino en Perú. El 23 de septiembre de 2020, el disco consiguió el disco de diamante más oro en México, convirtiéndose en la primera certificación de diamante del dúo. A la fecha el disco ha vendido más de 700.000 ejemplares. Hasta el día de hoy se estima que son el dúo pop de la actualidad con más discos vendidos en dicho formato a nivel internacional.

## Promoción

### Sencillos
El 22 de septiembre de 2014 fue anunciado el primer sencillo del nuevo disco, el cual lleva como título «Perdón, perdón», alcanzando el primer lugar en las listas mexicanas, además de debutar en las Hot Latin Songs, Latin Airplay, y Latin Pop Songs de Estados Unidos. Consiguió el cuádruple disco de platino más oro en México. Dicho tema fue premiado en la categoría Canción corta venas del año en los Premios Juventud, y como Éxito SACM por la Sociedad de Autores y Compositores de México. El segundo sencillo «Lo aprendí de ti» lanzado el 6 de marzo de 2015, también escaló a las primeras posiciones en México. Debutó en Hot Latin Songs, Latin Airplay, y Latin Pop Songs de Estados Unidos. Fue certificado con cuádruple disco de platino, y con la presea Éxito SACM.
Posteriormente se lanzó el 25 de mayo de 2015 «Ex de verdad», tema que logró el número uno en las radios mexicanas, la posición treinta y tres en Billboard México y el doble disco de platino. En septiembre, el día 30 se relanzó una nueva versión de «No te quiero nada», está vez a dueto con el cantante argentino Axel, cuyo tema logró el primer lugar en la radios mexicanas. «Dos copas de más» fue estrenado como el quinto sencillo de esta producción, escalando a la posición tres y dieciséis en México Español Airplay y México Airplay, además del tercer lugar en las radios en México, y el debut en la lista Latin Pop Songs de Estados Unidos. Finalmente, «Sé que te vas» fue el último sencillo, tema que habla sobre el divorcio de sus padres y dedicada al corazón todo de su madre. Alcanzó a debutar en la posición veintiocho en México Español Airplay y el lugar dieciséis en las radios mexicanas.

### Gira musical
La gira titulada 1F Hecho Realidad Tour comenzó oficialmente el 25 de abril de 2015 en el Auditorio Nacional de México, consiguiéndola llevar la gira a Latinoamérica y por toda la República Mexicana con innumerables sold-out, más de cien,  llegando por primera vez a Argentina, donde arrasaron con cinco shows en cinco días, todos sold-out (dos en Buenos Aires, dos en Córdoba y uno en Rosario-Santa Fe). Se presentaron en los escenarios más importantes de dichos países, como los llenos totales en Luna Park de Argentina, el Coliseo de Puerto Rico, o los cinco shows que ofrecieron en el Auditorio Nacional de México y su primer Palacio de los Deportes. Dicha gira fue premiada como Tour del Año en los premios Telehit. Adicionalmente, durante el 2015 participaron en la gira de Ricky Martin One World Tour en Estados Unidos.
Durante el último tramo de su gira Primera fila, el dúo dedicaba 3 día de la semana para dar conciertos y los restantes viajaban a Miami, para preparar su nuevo material discográfico. El día 30 de septiembre de 2017 se llevó a cabo el último show de la gira en Guadalajara, México.

## Lista de canciones
Créditos adaptados de Apple Music.

| Primera fila: Hecho realidad |                                               |                                                  |                                                         |          |  |
| N.º                          | Título                                        | Escritor(es)                                     | Director(es)                                            | Duración |  |
| 1.                           | «Soy mujer»                                   | Áureo Baqueiro                                   | Tim Mitchell · George Noriega · Pablo Pablo De La Loza* | 4:19     |  |
| 2.                           | «Estés donde estés»                           | Baqueiro · Salvador Rizo                         | Mitchell · Noriega · Pablo De La Loza*                  | 4:06     |  |
| 3.                           | «Te dejo en libertad»                         | Ashley Grace · Hanna Nicole · José Luis Ortega   | Mitchell · Noriega · Pablo De La Loza*                  | 4:02     |  |
| 4.                           | «Perdón, perdón»                              | Ashley · Hanna · Ortega                          | Mitchell · Noriega · Pablo De La Loza*                  | 3:46     |  |
| 5.                           | «Dos copas de más»                            | Ashley · Hanna · Pablo Preciado                  | Mitchell · Noriega · Pablo De La Loza*                  | 3:42     |  |
| 6.                           | «¿Qué hago yo?»                               | Soraya                                           | Mitchell · Noriega · Pablo De La Loza*                  | 3:32     |  |
| 7.                           | «No tiene devolución»                         | Ashley · Hanna · Joy Huerta · Julio Ramírez      | Mitchell · Noriega · Pablo De La Loza*                  | 3:33     |  |
| 8.                           | «Qué más da» (con Joy Huerta & Julio Ramírez) | Ashley · Hanna · Huerta · Ramírez · Carla García | Mitchell · Noriega · Pablo De La Loza*                  | 3:20     |  |
| 9.                           | «Ex de verdad»                                | Ashley · Hanna · Beatriz Luengo · Antonio Rayo   | Mitchell · Noriega · Pablo De La Loza*                  | 4:07     |  |
| 10.                          | «No te quiero nada» (con Axel)                | Baqueiro                                         | Mitchell · Noriega · Pablo De La Loza*                  | 3:58     |  |
| 11.                          | «Sé que te vas» (con Matisse)                 | Ashley · Hanna · Preciado                        | Mitchell · Noriega · Pablo De La Loza*                  | 4:03     |  |
| 12.                          | «Lo aprendí de ti»                            | Ashley · Hanna · Ortega                          | Mitchell · Noriega · Pablo De La Loza*                  | 3:17     |  |
| 13.                          | «Odio amarte»                                 | Ashley · Hanna · Baqueiro                        | Mitchell · Noriega · Pablo De La Loza*                  | 4:18     |  |
| 14.                          | «His eyes on the sparrow»                     | Civilla D. Martin · Charles H. Gabriel           | Mitchell · Noriega · Pablo De La Loza*                  | 3:46     |  |
| 53:45                        |                                               |                                                  |                                                         |          |  |

| Primera fila: Hecho realidad (edición especial México) |                                               |                                              |                                                         |          |  |
| N.º                                                    | Título                                        | Escritor(es)                                 | Director(es)                                            | Duración |  |
| 15.                                                    | «Quédate lejos» (con Maluma)                  | Ashley Grace · Hanna Nicole · Pablo Preciado | Jules Ramllano                                          | 3:55     |  |
| 16.                                                    | «No soy yo»                                   | Ashley · Hanna · Leonel García               | Jules Ramllano                                          | 3:44     |  |
| 17.                                                    | «Pedazos»                                     | Soraya                                       | Ramllano                                                | 4:02     |  |
| 18.                                                    | «Te quedaste» (Versión Acústica)              | Áureo Baqueiro · García                      | Ramllano                                                | 4:06     |  |
| 19.                                                    | «¿Qué haré con este amor?» (Versión Acústica) | Alejandra Alberti · Ignacio Morales          | Ramllano                                                | 3:28     |  |
| 20.                                                    | «Si pruebas una vez» (Versión Acústica)       | Ángela Dávalos · Juan Luis Broissin          | Tim Mitchell · George Noriega · Pablo Pablo De La Loza* | 3:13     |  |
| 21.                                                    | «Ex de verdad» (Versión Big Band)             | Ashley · Hanna · Beatriz Luengo              | Rodolgo Vázquez                                         | 3:58     |  |
| 22.                                                    | «Perdón, perdón» (Versión Big Band)           | Ashley · Hanna · José Luis Ortega            | Vázquez                                                 | 4:04     |  |
| 23.                                                    | «At Last» (Versión Big Band)                  | Mack Gordon · Harry Warren                   | Vázquez                                                 | 3:09     |  |
| 56:40                                                  |                                               |                                              |                                                         |          |  |

| Primera fila: Hecho realidad (edición europea y latinoamericana) |                                               |                                              |                                                         |          |  |
| N.º                                                              | Título                                        | Escritor(es)                                 | Director(es)                                            | Duración |  |
| 15.                                                              | «Quédate lejos» (con Maluma)                  | Ashley Grace · Hanna Nicole · Pablo Preciado | Jules Ramllano                                          | 3:55     |  |
| 16.                                                              | «Te dejo en libertad» (con Maldita Nerea)     | Ashley · Hanna · José Luis Ortega            | Tim Mitchell · George Noriega · Áureo Baqueiro          | 3:57     |  |
| 17.                                                              | «No soy yo»                                   | Ashley · Hanna · Leonel García               | Jules Ramllano                                          | 3:44     |  |
| 18.                                                              | «Pedazos»                                     | Soraya                                       | Ramllano                                                | 4:02     |  |
| 19.                                                              | «Te quedaste» (Versión Acústica)              | Áureo Baqueiro · García                      | Ramllano                                                | 4:06     |  |
| 20.                                                              | «¿Qué haré con este amor?» (Versión Acústica) | Alejandra Alberti · Ignacio Morales          | Ramllano                                                | 3:28     |  |
| 21.                                                              | «Si pruebas una vez» (Versión Acústica)       | Ángela Dávalos · Juan Luis Broissin          | Tim Mitchell · George Noriega · Pablo Pablo De La Loza* | 3:13     |  |
| 22.                                                              | «Ex de verdad» (Versión Big Band)             | Ashley · Hanna · Beatriz Luengo              | Rodolgo Vázquez                                         | 3:58     |  |
| 23.                                                              | «Perdón, perdón» (Versión Big Band)           | Ashley · Hanna · José Luis Ortega            | Vázquez                                                 | 4:04     |  |
| 24.                                                              | «At Last» (Versión Big Band)                  | Mack Gordon · Harry Warren                   | Vázquez                                                 | 3:09     |  |

| DVD material adicional |                                                                |          |  |
| N.º                    | Título                                                         | Duración |  |
| 1.                     | «Soy mujer (en vivo)» (Video)                                  |          |  |
| 2.                     | «Estés donde estés(en vivo)» (Video)                           |          |  |
| 3.                     | «Te dejo en libertad (en vivo)» (Video)                        |          |  |
| 4.                     | «Perdón, perdón (en vivo)» (Video)                             |          |  |
| 5.                     | «¿Qué hago yo? (en vivo)» (Video)                              |          |  |
| 6.                     | «No tiene devolución (en vivo)» (Video)                        |          |  |
| 7.                     | «Ex de verdad (en vivo)» (Video)                               |          |  |
| 8.                     | «Dos copas de más (en vivo)» (Video)                           |          |  |
| 9.                     | «Lo aprendí de ti (en vivo)» (Video)                           |          |  |
| 10.                    | «Sé que te vas (en vivo)» (con Matisse Video)                  |          |  |
| 11.                    | «Odio amarte (en vivo)» (Video)                                |          |  |
| 12.                    | «No te quiero nada (en vivo)» (con Axel Video)                 |          |  |
| 13.                    | «Me entrego a ti (acústico)» (Video)                           |          |  |
| 14.                    | «Qué más da (acústico)» (con Joy Huerta & Julio Ramírez Video) |          |  |
| 15.                    | «His eyes on the sparrow (en vivo)» (Video)                    |          |  |
| 16.                    | «Quédate lejos (en vivo)» (con Maluma Video)                   |          |  |
| 17.                    | «Si pruebas una vez (acústico)» (Video)                        |          |  |
| 18.                    | «Documental»                                                   |          |  |

| DVD/Blu-Ray |                                                                |          |  |
| N.º         | Título                                                         | Duración |  |
| 1.          | «Soy mujer (en vivo)» (Video)                                  |          |  |
| 2.          | «Estés donde estés(en vivo)» (Video)                           |          |  |
| 3.          | «Te dejo en libertad (en vivo)» (Video)                        |          |  |
| 4.          | «Perdón, perdón (en vivo)» (Video)                             |          |  |
| 5.          | «¿Qué hago yo? (en vivo)» (Video)                              |          |  |
| 6.          | «No te quiero nada (en vivo)» (con Axel Video)                 |          |  |
| 7.          | «Ex de verdad (acústico)» (Video)                              |          |  |
| 8.          | «No tiene devolución (en vivo)» (Video)                        |          |  |
| 9.          | «Me entrego a ti (acústico)» (Video)                           |          |  |
| 10.         | «Qué más da (acústico)» (con Joy Huerta & Julio Ramírez Video) |          |  |
| 11.         | «Ex de verdad (en vivo)» (Video)                               |          |  |
| 12.         | «Dos copas de más (en vivo)» (Video)                           |          |  |
| 13.         | «Lo aprendí de ti (en vivo)» (Video)                           |          |  |
| 14.         | «Sé que te vas (en vivo)» (con Matisse Video)                  |          |  |
| 15.         | «His eyes on the sparrow (en vivo)» (Video)                    |          |  |
| 16.         | «Odio amarte (en vivo)» (Video)                                |          |  |

### Formatos
- CD - Edición de un disco con 14 pistas
- CD/DVD (versión mexicana) - Edición de tres discos en digipak que contiene el concierto en DVD y el audio de éste en dos CD con 23 pistas.[19]
- CD/DVD (versión latinoamericana y europea) - Edición de tres discos en digipak que contiene el concierto en DVD y el audio de éste en dos CD con 24 pistas.[72]
- Blu-ray - Edición Blu-ray que contiene: la versión de alta definición del concierto en Blu-ray.[73]
- Edición digital - contiene los catorce temas de la versión CD.[4]
- Edición digital (versión mexicana) - Contiene las 23 pistas del CD, dos vídeos musicales y un documental.[75]
- Edición digital (versión latinoamericana y europea)  - Contiene las 24 pistas del CD, tres vídeos musicales y un documental.[72]

## Créditos y personal
Créditos adaptados de las notas del álbum.

### Voz e instrumentos
- Ashley Grace: voz (1-23), guitarra (2, 10)
- Hanna Nicole: voz (1-23), guitarra (2, 8-9, 20), piano (3-4, 6, 14), mandolina (5, 10)
- Pablo De La Loza: voces de fondo (1-7, 9), teclados (1-3, 5, 7, 9, 11-13, 15, 20)
- Tim Mitchell: voces de fondo (1-7, 9), guitarra (1-7, 9, 11-14, 15)
- Uri Natenzon: bajo (1-7, 9, 11-13, 15)
- Ben Peeler: guitarra (1, 6), lap steel guitar (2-5, 7, 9, 11-13, 15), mandolina (5)
- Ezequiel Ghilardi: batería (1-7, 9, 11-13, 15)
- Jules Ramllano: batería (16-17), guitarra (16-17), piano (16-17)
- Álex Gómez: batería  (18-19), percusión (18-19)
- Julio Ramírez: voces de fondo (8), guitarra (8)
- Joy Huerta: voz (8)
- Axel: voz (10), guitarra (10)
- Román Torres: voz (11), guitarra (11)
- Pablo Preciado: voz (11), guitarra (11)
- Melissa Robles: voz (11)
- Maluma: voz 15)
- Concetta costanzo: voces de fondo (18-19)

### Productores y técnicos
- Tim Mitchell: producción (1-15, 20), programador (1-15, 20), arreglos (1-15, 20), ingeniería adicional (1-15, 20)
- George Noriega: producción (1-15, 20), programador (1-15, 20), arreglos (1-15, 20), ingeniería adicional (1-15, 20)
- Pablo De La Loza: coproducción (1-15, 20), programador (1-15, 20), arreglos (1-15, 20), ingeniería adicional (1-15, 20)
- Rodolfo Vásquez: producción (21-23), masterización (16-19)
- Jules Ramllano: producción (16-19), mezcla (16-19, 21-23), ingeniería (16-19)
- Brad Blackwood: maestro de ingeniería (1-15, 20)
- Juan Pablo Fallucca: ingeniería de grabación (1-7, 9, 11-13, 15)
- Charles Dye: ingeniería de mezcla (1-7, 9, 11-13, 15)
- Dave Clauss: ingeniería de mezcla (8, 10, 14, 20)
- Quaz: ingeniería de grabación (8, 10, 14, 20)
- Samuel De Leo: arreglos (16-17), asistente de ingeniería (16-17, 21-23)
- Memo Parra: arreglos (16-17), asistente de ingeniería (16-17, 21-23)
- Joel Alonso: ingeniería (16-19)
- Alfonso Palacios: ingeniería (16-19)
- Gerardo Morgado: ingeniería (16-19)
- Mateo Aguilar: arreglos (18-19)
- Fernando Ruíz Velasco: arreglos (18-19)
- Rodrigo Duarte: arreglos (18-19)
- Edy Vega: arreglos (18-19)
- Lary Ruíz Velasco: arreglos (18-19)
- Roberto Collío: ingeniería (21-23)

### Administración y video
- Paul Forat: A&R
- Raúl Ruiz Alarcón: A&R
- Gonzalo Herrerías: A&R
- Nahuel Lerena: dirección de vídeo
- Pato Byrne: realización de vídeo
- Vicente Solís: gestión de video
- Aldo Ballasteros: gestión de video

### Arte y diseño
- Chino Lemus: Fotografía álbum
- David Zepeda: Diseño álbum
- Beatriz Cisnero: Maquillaje
- Gerardo Angulo: Vestuario Ha*Ash
- Paulina López: Asistente de vestuario
- Jonathan Lule: Maquillaje
- José Labastida: Peinado Ha*Ash
- Borja Pozueco: Director de fotografía
- Ricardo Villarreal: Director de fotografía
- Ricardo Delgado: Director de arte
- Félix Peralta: Diseño de iluminación
- John Daniels: Ingeniero de iluminación

## Posiciones en la lista
| Listas (2014–2015)                         | Mejor posición |
| ------------------------------------------ | -------------- |
| Estados Unidos Latin Pop Álbum (Billboard) | 16             |
| España (PROMUSICAE)                        | 52             |
| Francia Top General (iTunes)               | 1              |
| México Top 100 (AMPROFON)                  | 1              |
| México Top 20 (AMPROFON)                   | 1              |

| Listas (2014)                   | Mejor posición |
| ------------------------------- | -------------- |
| México Top 100 Anual (AMPROFON) | 25             |

| Listas (2015)                   | Mejor posición |
| ------------------------------- | -------------- |
| México Top 100 Anual (AMPROFON) | 8              |

| Listas (2016)                   | Mejor posición |
| ------------------------------- | -------------- |
| México Top 100 Anual (AMPROFON) | 22             |

## Certificaciones
| País (organismo certificador) | Certificación         | Unidades certificadas |
| ----------------------------- | --------------------- | --------------------- |
| Argentina (CAPIF)             | Oro                   | 20 000                |
| Centroamérica (IFPI CEN)      | Platino               | 20 000                |
| Chile (IFPI CHILE)            | Oro                   | 5 000                 |
| Colombia (ASINCOL)            | Platino               | 10 000                |
| México (AMPROFON)             | Diamante + 2x Platino | 420 000               |
| Perú (UNIMPRO)                | 2x Platino            | 40 000                |
| Ventas mundiales              | Ventas mundiales      | 700 000               |

## Historial de lanzamiento
| País           | Fecha                   | Edición                           | Formato    | Discográfica      | Ref    |
| -------------- | ----------------------- | --------------------------------- | ---------- | ----------------- | ------ |
| México         | 11 de noviembre de 2014 | Edición estándar                  | CD         | Sony Music México | [ 4 ]  |
| Estados Unidos | 11 de noviembre de 2014 | Edición estándar                  | CD         | Sony Music Latin  | [ 4 ]  |
| México         | 11 de noviembre de 2014 | Edición Blu-ray                   | CD/Blu-ray | Sony Music México | [ 73 ] |
| México         | 13 de noviembre de 2015 | Edición especial                  | 2 CD/DVD   | Sony Music México | [ 75 ] |
| Estados Unidos | 13 de noviembre de 2015 | Edición especial                  | 2 CD/DVD   | Sony Music Latin  | [ 75 ] |
| Latinoamérica  | 13 de noviembre de 2015 | Edición especial                  | 2 CD/DVD   | Sony Music Latin  | [ 75 ] |
| España         | 4 de marzo de 2016      | Edición europea y latinoamericana | 2 CD/DVD   | Sony Music España | [ 72 ] |